# Eagle Lake, Wisconsin
Eagle Lake är en ort (census-designated place) i Racine County, Wisconsin, USA.